# 溫莎 (伊利諾伊州謝爾比縣)
溫莎（英語：Windsor）是一個位於美國伊利諾伊州謝爾比縣的城市。

## 地理
溫莎的座標為39°26′21″N 88°35′46″W / 39.43917°N 88.59611°W，而該地的平均海拔高度為215米（即705英尺）。

## 人口
根據2010年美國人口普查的數據，溫莎的面積為1.63平方千米，當中陸地面積為1.63平方千米，而水域面積為0.00平方千米。當地共有人口1187人，而人口密度為每平方千米728.22人。